# Ostojići (Dvor)
Ostojići est un village situé dans le comitat de Sisak-Moslavina, en Croatie. Le village est habité par des Serbes et comptait 4 habitants au recensement de 2001.
| Population | Population | Population | Population | Population | Population | Population | Population | Population | Population | Population | Population | Population | Population | Population |
| ---------- | ---------- | ---------- | ---------- | ---------- | ---------- | ---------- | ---------- | ---------- | ---------- | ---------- | ---------- | ---------- | ---------- | ---------- |
| 1857       | 1869       | 1880       | 1890       | 1900       | 1910       | 1921       | 1931       | 1948       | 1953       | 1961       | 1971       | 1981       | 1991       | 2001       |
| 0          | 0          | 0          | 587        | 594        | 497        | 404        | 505        | 417        | 434        | 379        | 325        | 260        | 214        | 4          |